# Cannagara apuraria
Cannagara apuraria är en fjärilsart som beskrevs av Felder 1873. Cannagara apuraria ingår i släktet Cannagara och familjen mätare. Inga underarter finns listade i Catalogue of Life.